# Horche
Horche és un municipi de la província de Guadalajara, a la comunitat autònoma de Castella-La Manxa. Limita amb Guadalajara, Yebes, Armuña de Tajuña, Romanones i Lupiana.